# 佐川滉
佐川 滉（さがわ あきら、生没年不詳）は、日本の映画プロデューサー、脚本家、小説家である。新東宝での石井輝男作品を多く企画した。小説家としての筆名に牧 源太郎（まき げんたろう）がある。

## 人物・来歴
生年生地不詳。
第二次世界大戦後、東宝争議から製作機能を停止した東宝作品を供給するために設立された新東宝に入社、1954年（昭和29年）、プロデューサーに昇進、実際に起きた事件をもとに『恐怖のカービン銃』を企画、戦前の日活多摩川撮影所の監督田口哲を起用し製作した。1957年（昭和32年）には石井輝男の監督昇進第1作『リングの王者 栄光の世界』をプロデュースした。牧源太郎名義で双葉社の雑誌『傑作倶楽部』に小説『女王蜂』を発表、田口監督で映画化した。
1961年（昭和36年）8月31日、新東宝が倒産し、翌日の9月1日に同社を分社化して設立した配給会社大宝に作品を供給する佐川プロダクションを設立、3作を製作、助監督だった柴田吉太郎、山際永三を監督としてデビューさせた。
その後は、同年11月におなじく新東宝の製作部門を分社化したテレビドラマに特化した製作会社NAC（現在の国際放映）で、テレビ映画の製作に従事、フジテレビ系で放映された『忍者部隊月光』を手がけた。
その後の記録も不詳であり、没年も不詳であるが2009年9月の時点で故人である。

## フィルモグラフィ

### 新東宝
- 『暁の追跡』 : 監督市川崑、1950年 - 出演・酔漢B
- 『恐怖のカービン銃』 : 監督田口哲、1954年 - プロデューサー
- 『鉄血の魂』 : 監督田口哲、1956年 - 原作・エグゼクティヴプロデューサー
- 『リングの王者 栄光の世界』 : 監督石井輝男、1957年 - エグゼクティヴプロデューサー
- 『怪談本所七不思議』 : 監督加戸野五郎、1957年 - プロデューサー
- 『荒海の王者』 : 監督田口哲、1957年 - 原作・プロデューサー
- 『肉体女優殺し 五人の犯罪者』 : 監督石井輝男、1957年 - プロデューサー
- 『女王蜂』 : 監督田口哲、1958年 - 原作・プロデューサー
- 『坊ちゃんの野球王』 : 監督近江俊郎、1958年 - プロデューサー、製作富士映画
- 『女体棧橋』 : 監督石井輝男、1958年 - 脚本・プロデューサー
- 『女王蜂の怒り』 : 監督石井輝男、1958年 - 原作・プロデューサー
- 『白線秘密地帯』 : 監督石井輝男、1958年 - プロデューサー
- 『戦場のなでしこ』 : 監督石井輝男、1959年 - プロデューサー
- 『猛吹雪の死闘』 : 監督石井輝男、1959年 - 原作・プロデューサー
- 『東支那海の女傑』 : 監督小野田嘉幹、1959年 - プロデューサー
- 『海豹の王』 : 監督三輪彰、1959年 - プロデューサー
- 『黒線地帯』 : 監督石井輝男、1960年 - プロデューサー
- 『爆弾を抱く女怪盗』 : 監督土居通芳、1960年 - プロデューサー
- 『黄線地帯』 : 監督石井輝男、1960年 - プロデューサー
- 『女王蜂と大学の竜』 : 監督石井輝男、1960年 - 原作・プロデューサー
- 『セクシー地帯』 : 監督石井輝男、1961年 - プロデューサー
- 『女王蜂の逆襲』 : 監督小野田嘉幹、1961年 - プロデューサー
- 『恋愛ズバリ講座』 : 監督三輪彰 / 石川義寛 / 石井輝男、1961年 - プロデューサー
- 『胎動期 私たちは天使じゃない』 : 監督三輪彰、1961年 - プロデューサー
- 『荒原の掠奪者』 : 監督下村堯二、1961年 - プロデューサー
- 『火線地帯』 : 監督武部弘道、1961年 - プロデューサー

### 大宝
- 『狂熱の果て』 : 監督山際永三、1961年 - エグゼクティヴプロデューサー
- 『黒い傷あとのブルース』 : 監督小野田嘉幹、1961年 - エグゼクティヴプロデューサー
- 『黒と赤の花びら』 : 監督柴田吉太郎、1962年 - 原作・エグゼクティヴプロデューサー

### NAC・国際放映
- 『忍者部隊月光』 : テレビドラマシリーズ、1964年 - プロデューサー（第12話で降板）

## 註
1. ↑  発掘! 幻の大宝映画、 2009年9月11日閲覧。